# 캔버라 위탠제라 초등학교
캔버라 위탠제라 초등학교(Canberra Weetangera Primary School)는 오스트레일리아 캔버라의 공립 초등학교이다. 19세기 시절이던 1875년 첫 개교되었다.